# Christian Kuchler
Christian Kuchler (* 21. Oktober 1974 in Osterhofen, Niederbayern) ist ein deutscher Geschichtsdidaktiker und Historiker. Er leitet den Lehrstuhl für Didaktik der Geschichte an der Universität Augsburg.

## Leben
Nach dem Abitur am Gymnasium Vilshofen studierte Kuchler von 1994 bis 2000 an der Ludwig Maximilians-Universität München und der Universität Passau die Fächer Geschichte und Deutsch für das Lehramt an Gymnasien. Im Jahr 2006 legte er das zweite Staatsexamen ab und arbeitete danach an verschiedenen Schulen als Studienrat.
Im Jahre 2006 wurde Kuchler an der Ludwig-Maximilians-Universität München mit der Arbeit Kirche und Kino. Katholische Filmarbeit in Bayern 1945–1965 bei Walter Ziegler promoviert. Nach dieser zeithistorischen Arbeit wandte er sich zunehmend der Didaktik der Geschichte zu. In diesem Forschungsbereich arbeitete er als wissenschaftlicher Mitarbeiter an der Ludwig-Maximilians-Universität München und als Akademischer Rat an der Universität Regensburg. Im Sommersemester 2012 folgte er einem Ruf an die Rheinisch-Westfälische Technische Hochschule Aachen, an der er den neu gegründeten Lehr- und Forschungsbereich der Didaktik der Gesellschaftswissenschaften am Institut für Politische Wissenschaft der RWTH Aachen aufbaute.
Zwischen 2015 und 2019 leitete Kuchler das Lehrerbildungszentrum (LBZ) und war Rektoratsbeauftragter für die Lehrerbildung der gesamten Hochschule.
Im August 2023 wechselte er an die Universität Augsburg, wo er den Lehrstuhl für Didaktik der Geschichte leitet. 

## Forschungsschwerpunkte
Im Zentrum der Forschungen von Kuchler steht die Didaktik der Geschichte. Epochenschwerpunkt seiner Arbeit ist dabei die Zeit zwischen 1800 und der Gegenwart. Neben der Bedeutung historischer Orte für den Geschichtsunterricht, dem Medieneinsatz und der Arbeit mit Zeitzeugen in der historisch-politischen Bildung beschäftigt er sich mit der Rolle von Religion für das historische Lernen. Zudem forscht Kuchler weiter im Bereich der Zeitgeschichte. So legte er zusammen mit Jörg Zedler (Universität Regensburg) einen Band mit dem Titel Osterhofen im Zeitalter der Extreme zur Geschichte seiner Heimatstadt vor, publizierte zum Ende des Zweiten Weltkriegs in Baden und Bayern und veröffentlichte bildungsgeschichtliche Studien zur Geschichte des Deutschen Auslandsschulwesens. Die von ihm betreute Dissertation „Deutsche Auslandsschulen in Spanien: Auswärtige Kulturpolitik zwischen Konflikt und Kooperation“ von Dominik Herzner wurde im Jahr 2019 mit dem ifa-Forschungspreis Auswärtige Kulturpolitik des Stuttgarter Instituts für Auslandsbeziehungen ausgezeichnet.
Kuchler unterhält an seinem Lehrstuhl eine enge Kooperation mit der International School of Holocaust Studies an der israelischen Gedenkstätte Yad Vashem. Daneben ist er als Schulbuchautor für das Fach Geschichte tätig und koordiniert das geisteswissenschaftliche Schüler-Lehr-Lernlabor „GoAix“.
Internationaler Schwerpunkt seiner Tätigkeit ist seit 2012 die Weiterbildung von ägyptischen Geschichtslehrkräften. Im Rahmen der Transformationspartnerschaft des Goethe-Instituts Kairo entstand zuletzt ein arabischsprachiges Methodenhandbuch, das für die Fortbildung in Ägypten genutzt wird.
Im Januar 2021 legte Kuchler die Studie Lernort Auschwitz vor, die sich mit der Geschichte und der Rezeption schulischer Gedenkstättenfahrten befasst und diskutiert, ob es derartigen Fahrten gelingt, bei Lernenden ein demokratisches Geschichtsbewusstsein zu fördern. Die Studie wurde in den Medien vielfach rezensiert, beispielsweise sprach die Frankfurter Allgemeine Zeitung von einer „innovativen empirischen Studie“, die Süddeutsche Zeitung bescheinigte dem Werk „die Debatte zur künftigen pädagogischen Vermittlungsarbeit in KZ-Gedenkstätten substantiell bereichert“ zu haben.
Aktuell arbeitet Kuchler an einem Museumsprojekt, das im Auftrag der Städteregion Aachen im Grenzort Roetgen realisiert werden soll. Die Gemeinde war im September 1944 die erste Kommune in Deutschland, die von den US-Streitkräften befreit wurde. Dieses Ereignis soll in einem kleinen Ausstellungsraum dokumentiert werden, gedacht ist an eine Ausstellung zum lokalen und überregionalen Gedenken an das Ende des Zweiten Weltkrieges.

## Schriften
Monografien
- Lernort Auschwitz. Geschichte und Rezeption schulischer Gedenkstättenexkursionen 1980–2019. Wallstein Verlag, Göttingen 2021, ISBN 978-3-8353-3897-5.
- Historische Orte im Geschichtsunterricht. Wochenschau Verlag, Frankfurt am Main 2012, ISBN 978-3-89974779-9.
- Kirche und Kino. Katholische Filmarbeit in Bayern (1945–1965) (= Veröffentlichungen Kommission für Zeitgeschichte, Reihe B: Forschungen Bd. 106). Ferdinand Schöningh, Paderborn 2006, ISBN 978-3-8353-3897-5.